# 盧奇卡 (洛赫維察區)
50°12′58″N 33°21′7″E / 50.21611°N 33.35194°E
盧奇卡（烏克蘭語：Лучка），是烏克蘭中部的村莊，隸屬波爾塔瓦州的米爾霍羅德區。該村距離森恰2公里，始建於1623年，面積0.77平方公里，海拔高度119米，2001年人口284。